# B2k
b2k lub b2 k (ang. before AD 2000, przed 2000 rokiem) – system oznaczania lat, stosowany w geologii i archeologii do oznaczania wydarzeń z niedalekiej przeszłości (na ogół do kilkunastu lub kilkudziesięciu tysięcy lat).

## Wyjaśnienie
12 000 b2k oznacza, że dane wydarzenie miało miejsce 12 000 lat przed rokiem 2000 n.e., czyli w 10 000 r. p.n.e.
Inny przykład
- 500 b2k = 1500 r. n.e.